# Dendrochilum teleense
Dendrochilum teleense är en orkidéart som beskrevs av Jeffrey James Wood och James Boughtwood Comber. Dendrochilum teleense ingår i släktet Dendrochilum och familjen orkidéer.
Artens utbredningsområde är Sumatera. Inga underarter finns listade i Catalogue of Life.